# Історія фемінізму

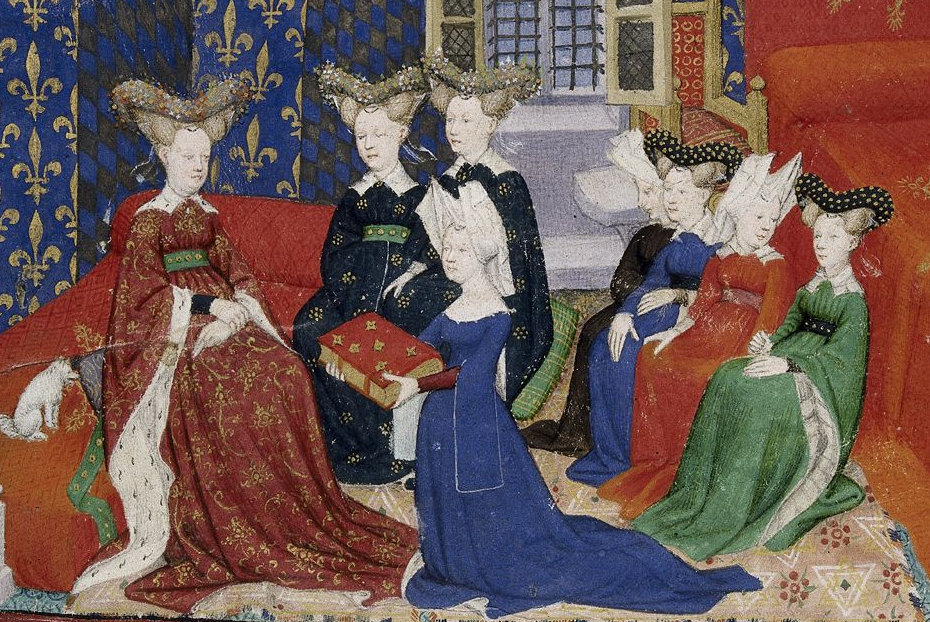
Христина Пізанська презентує свою «Книгу про Град Жіночий» королеві Франції Ізабелі Баварській.

Історія фемінізму (переважно західного) починається з протофемінізму і традиційно поділяється на три (іноді чотири) «хвилі» — періоди з характерними темами та завданнями у виборюванні гендерної рівності, кожен з яких нашаровувався на здобутки попереднього, поєднуючись із ними. Історія західного фемінізму поділяється на протофемінізм, три «хвилі» та постфемінізм.
- Протофемінізм охоплює феміністську думку та зусилля окремих постатей до виникнення організованого жіночого руху.
- «Перша хвиля» стосується суфражистських рухів XIX і початку XX ст., ключовими для яких були права власності для одружених жінок, право голосувати та обиратися[1], а також права на вищу освіту, спадкування, опіки над дітьми тощо. Періодизується також з ХІХ ст. до 1965 року.[2][3][4]
- «Друга хвиля» бере початок від публікації «Другої статі» Симони де Бовуар (1949) і пов'язана з визвольним рухом 1960-х за повну юридичну та соціальну рівність жінок і чоловіків. У фокусі соціальні та особисті права: боротьба з сексуальним та домашнім насильством, право на контроль вагітності, рівна оплата праці, опір подвійним стандартам щодо жінок. Вичленовуються ліберальний та радикальний фемінізм. Останній розробляє основи теорії фемінізму, котра системно пояснює патріархатний устрій суспільств та утиску жінок за допомогою гендеру.  Періодизується також з 1965 по 1975 рік[2][3][4].
- «Третя хвиля» зародилася в 1990-х із феміністичними секс-війнами, що розкололи фемінізм на антипорнографічний (радикальний) та секс-позитивний, і є реакцією та доповненням другої інклюзивністю щодо небілих жінок та квірлюдей. Періодизується також з 1975 по 2012 рік.[2][3][4]
- Постфемінізм, або четверта хвиля, є рефлексією феміністської методології.

Як кампанія за права жінок, включаючи соціальну, політичну й економічну рівність з чоловіками у правах людини, фемінізм виник у Європі в XVII—XIX ст., коли суфражистки домагалися права власності для жінок, прав одержувати вищу освіту і голосувати та обиратися. Право голосу практично повсюдно жінки здобули до ХХ ст., тому акценти змістилися в бік рівних економічних і соціальних можливостей, включаючи права при наймі на роботу. У промислових країнах формальна рівність здобута, хоча реальна нерівність, особливо в області зайнятості й оплаті праці, зберігається.
Хоча феміністичні рухи були і є зосереджені переважно на правах жінок, деякі феміністки виступають за включення чоловіків до свого руху, оскільки патріархатна організація суспільства і гендерні стереотипи та традиційні гендерні ролі, на їх думку, шкодять людям обох статей і можуть бути подолані тільки спільно.

## Періодизація
Множинні хвилі фемінізму ― друга, третя та четверта ― накладаються та взаємодіють у різних регіонах, тому багато вчених ставлять під сумнів використання хвильової метафори. Однак ця термінологія все ще є найбільш вживаною та найлегшою для розуміння. На міжнародному рівні порівняння хвиль є важким. Англосаксонський фемінізм першої хвилі є другою хвилею для європейців та феміністок Латинської Америки. Американський та британський фемінізм другої хвилі ― це третя хвиля для європейців та латиноамериканців. Іспанський фемінізм пройшов кілька хвиль в епоху Франко. Фемінізм четвертої хвилі в Іспанії почався в середині 90-х. Таким чином, іспанська четверта хвиля може насправді представляти міжнародну п'яту хвилю.

## Історія
Одним із перших текстів, що містять твердження про рівність чоловіків і жінок в контексті релігії, є Тхеригатха (частина палійського канону в буддизмі). Феміністичні ідеї висловлювали чи не всі відомі жінки протягом людської історії (як титуловані, так і відомі своєю роботою митці, науковці, соціальні реформатори, активістки). Проте масовості та згуртованості як рух зусилля жінок проти патріархатного утиску набув після XVII ст.

### Протофемінізм (кінець XVIIст.)
Початок фемінізму в Європі датується кінцем XVII — початком XIX ст., коли думка про те, що жінка займає пригноблене положення в суспільстві, в центрі якого є чоловік, отримала широке розповсюдження. Феміністський рух бере початок з реформаторського руху західного суспільства XIX ст. Серед активісток того часу — Софі де Кондорсе.
Вперше вимоги рівноправ'я висунуті жінками під час Війни за незалежність в США (1775—1783). Першою американською феміністкою вважають Ебігейль Адамс (1744—1818), авторку знаменитої фрази: «Ми не будемо підкорюватись законам, в прийнятті яких ми не брали участі, і владі, яка не представляє наші інтереси» (1776).
У Франції до початку Великої революції 1789 почав виходити перший журнал, присвячений боротьбі жінок за рівність, виникли жіночі революційні клуби, членкині яких брали участь у політичній боротьбі. Але французька Конституція 1791 року відмовила жінкам у виборчому праві. В тому ж році Олімпія де Гуж представляє Національним зборам «Декларацію прав жінки і громадянки» (за зразком «Декларації прав людини і громадянина» 1789), в якій вимагає повного соціального і політичного рівноправ'я жінок.
Перша жіноча політична організація «Угруповання жінок — революційних республіканок» створена тоді ж, але в 1793 році її діяльність заборонена Національним Конвентом, а Олімпію де Гуж засуджено до страти. Їй належать слова: «Якщо жінка гідна зійти на ешафот, то вона гідна ввійти в парламент». В 1795 жінкам Франції заборонили з'являтись в громадських місцях і на політичних зібраннях. В 1804 прийнятий громадянський кодекс Наполеона, згідно з яким жінка не могла без згоди чоловіка виступати в суді та розпоряджатись своєю власністю, за виключенням заповіту. Це позбавляло жінку всіх прав власності, крім права на формальне володіння і передачу у спадок. Кодекс підпорядковував жінку чоловіку майже у всьому.
У Британії вимогу рівноправ'я висунула Мері Волстонкрафт (1759—1797) в книзі «На захист прав жінок» (1792), одному з перших гучних феміністських творів.

### «Перша хвиля» фемінізму
Початком організованого руху вважається 1848 рік, коли у м. Сенека-Фоллз (штат Нью-Йорк) жінки провели з'їзд на захист своїх прав під гаслом «Всі жінки та чоловіки створені рівними», де прийняли «Декларацію переконань» авторства Елізабет Кеді Стентон та Лукреції Мотт з вимогами рівноправ'я у правах власності, шлюбу, вільного вибору професії, отримання повноцінної освіти.
В 1869 році Джон Стюарт Мілль опублікував працю «Поневолення жінок», в якій писав, що «підтримка законом підпорядкування одної статі іншій шкідлива… і є одною з перешкод на шляху до загальнолюдського удосконалення».
Питання про право власності для жінок займало велике місце в західному фемінізмі, оскільки принцип опіки англійського загального права і законодавство Франції позбавляли одружену жінку правоздатності, в тому числі всіх прав власності (ковертюра). В 1860, після звертання Елізабет Кеді Стентон, Законодавчі збори Нью-Йорка прийняли в якості закону «Акт про власність одружених жінок», що гарантував жінці право залишати за собою зароблене нею, рівне з чоловіком право на спільну опіку над дітьми і право власності вдови, відповідне до прав вдівця.
Важливою фігурою фемінізму другої половини XIX ст. є Еммелін Панкгерст, одна з засновниць суфражизму, ціллю якої було викорінення сексизму, закріпленого на всіх рівнях британського суспільства. в 1903 році Панкгерст сформувала «Організацію з захисту суспільних і політичних прав жінок» (Women's Social and Political Union), яка впродовж року об'єднала 5 тис. членкинь.
Після того, як учасниць організації почали арештовувати, багато з них почали протест голодуванням. Це привернуло увагу до жорстокості законодавчої системи того часу і до ідей фемінізму. В 1984 англійський парламент прийняв ряд законів, спрямованих на покращення становища жінок, і надав їм право голосу на місцевих виборах.
В США в 1869 році створено дві організації, в 1890 об'єднані в «Національну американську асоціацію за жіноче виборче право». Завдяки її активності в ряді американських штатів жінок допустили до голосування.
На початку 1920-х в Вашингтоні діяв «Антифлірт-клуб», метою якого був захист жінок від сексуальних домагань з боку чоловіків.

### «Третя хвиля»
Характерними рисами фемінізму третьої хвилі є включення компонентів квір-теорії, антирасизму та інтернаціоналізму і дестигматизація жіночої сексуальності. Трактування порнографії як способу експлуатації жінок, характерне для другої хвилі, замінюється на роздрібнені, в тому числі протилежні точки зору. Персоналії: Еліс Вокер, Лілі Тейлор, Наомі Вульф («Міф про красу»).